# Sangrama
Sangrama là vị tướng phụng sự dưới triều Vua Udayadityavarman II thuộc Đế quốc Khmer ở khu vực ngày nay là Campuchia.:104:376 Theo tấm bia ở Baphuon cho biết thì chính ông đã đem quân dẹp yên một cuộc nổi dậy của Aravindahrada vào năm 1051 khiến tên này phải bỏ chạy thoát thân sang Chăm Pa. Thêm hai vụ dấy loạn nữa của Kamvau rồi sau là anh em Slvat và Siddhikara với Sasantibhuvana xảy ra vào năm 1065, thảy đều bị Sangrama trấn áp không nương tay, nhưng không phải từ trước khi ông bị thương ở hàm.:138–139